# 刺藤
刺藤（學名：Petermannia cirrosa）又名花鬚藤，是刺藤科（Petermanniaceae）及刺藤屬的唯一物種，是一種屬於百合目的單子葉植物，只生长在澳大利亚东部沿海，是当地的特有种。

## 形態
本科植物是木质藤本，有刺，单叶对生；花小，一些花序转变成卷须；果实为浆果。

## 分類
1981年的克朗奎斯特分类法将其列在百合目中，1998年根据基因亲缘关系分类的APG 分类法和2003年经过修订的APG II 分类法将其放入秋水仙科中，但2006年5月7日新修订的结果是又单独列出一个科，仍然放到百合目中。